# Амазонский природно-территориальный комплекс (Колумбия)
Амазо́нский приро́дно-территориа́льный ко́мплекс (исп. Región Amazónica) − один из 6 природных территориальных комплексов Колумбии. Находится на юге Колумбии и занимает площадь 483 119 км² или 41 % территории страны. Является частью более широкого экологического региона Амазонии, самой обширной лесной зоны в мире, которая помимо Колумбии включает территории Боливии, Бразилии, Венесуэлы, Гайаны, Перу, Суринама и Эквадора.

## Население
Население региона по переписи 2005 года составляет 742 429 человек. Самые крупные города региона − Флоренсия и Сан-Хосе-дель-Гуавьяре.

## Экономика и транспорт
Среди основных отраслей экономики региона развиваются рыболовство, животноводство, вырубка леса и горное дело. В регионе обнаружены обширные запасы нефти. Сложность водного бассейна и нежелание затронуть окружающую среду обуславливает слабую развитость транспортной системы региона. Основной способ доступа в регион − воздушный транспорт, в пределах региона преобладает речной транспорт. Самые крупные города соединены с остальной частью страны дорогами.

## Национальные парки
На территории Амазонского природного территориального комплекса расположены 10 национальных парков Колумбии:
- Альто-Фрагуа-Инди-Васи[исп.]
- Амакаяку
- Кахуинари[исп.]
- Ла-Пайя[исп.]
- Нукак[исп.]
- Пуинавай[исп.]
- Рио-Пуре[исп.]
- Серранья-де-Чурумбелос-Аука-Васи[исп.]
- Чирибикете
- Тинигуа[исп.]